# Parcel of Rogues
| Recensione | Giudizio |
| ---------- | -------- |
| AllMusic   |          |

Parcel of Rogues è il quinto album degli Steeleye Span, pubblicato dalla Chrysalis Records nell'aprile del 1973. Il disco fu registrato nei mesi di gennaio e febbraio del 1973 al Sound Techniques di Chelsea, Londra (Inghilterra).

## Tracce
Lato A
1. One Misty Moisty Morning – 3:24 (Brano tradizionale, arrangiamento di Hart, Johnson, Kemp, Knight, Prior)
2. Alison Gross – 5:20 (Brano tradizionale, arrangiamento di Hart, Johnson, Kemp, Knight, Prior)
3. The Bold Poachers – 4:11 (Brano tradizionale, arrangiamento di Hart, Johnson, Kemp, Knight, Prior)
4. The Ups and Downs – 2:38 (Brano tradizionale, arrangiamento di Hart, Johnson, Kemp, Knight, Prior)
5. Robbery with Violins – 1:42 (Brano tradizionale, arrangiamento di Hart, Johnson, Kemp, Knight, Prior)

Lato B
1. The Wee Wee Man – 3:53 (Brano tradizionale, arrangiamento di Hart, Johnson, Kemp, Knight, Prior)
2. The Weaver and the Factory Maid – 5:15 (Brano tradizionale, arrangiamento di Hart, Johnson, Kemp, Knight, Prior)
3. Rogues in a Nation – 4:25 (Brano tradizionale, arrangiamento di Hart, Johnson, Kemp, Knight, Prior)
4. Cam Ye O'er Frae France – 2:45 (Brano tradizionale, arrangiamento di Hart, Johnson, Kemp, Knight, Prior)
5. Hares on the Mountain – 4:28 (Brano tradizionale, arrangiamento di Hart, Johnson, Kemp, Knight, Prior)

## Musicisti
- Tim Hart  - chitarra, dulcimer, voce
- Maddy Prior  - voce
- Bob Johnson  - chitarra, voce
- Peter Knight  - violino, viola, mandolino, pianoforte, harmonium, flauto dolce, voce
- Rick Kemp  - basso, batteria, voce